# عصب شمي
العصب الشمي (بالإنجليزية: Olfactory nerve)‏ هو أول الأعصاب القحفية، لذلك يُعرف بـالعصب الأول (بالإنجليزية: CN I)‏، يحتوي على عصبونات حسية تقوم بنقل الروائح التي تدركها حاسة الشم إلى الجهاز العصبي المركزي في شكل اشارات عصبية.
وبالعلم أن العصب الشمي مشتق من اللوحاء الأنفية الجنينية، فإنه يُعتبر عصب غير معتاد من بين الأعصاب القحفية، نظرا لقدرته على التجدد النسبي إذا حدث فيه تلف.
العصب الشمي هو عصب حسي، يبدأ من الغشاء المخاطي الشمي الموجود في الجزء العلوي من تجويف الأنف، والذي يحتوي علي مستقبلات عصبية شمية، تقوم هذه المستقبلات بتحويل الرائحة إلى اشارات عصبية، لتُنقل هذه الإشارات عبر الأعصاب الواردة، التي تصعد لأعلى من خلال الصفيحة المصفوية ووالعظم الغربالي لتصل لسطح المخ، فتتشابك مع البصلة الشمية وتنقل الإشارات إليها، لترسلها البصلة الشمية إلي المخ عبر السبيل الشمي

## التركيب والوظيفة
تقع عصبونات المستقبلات الشمية المخصصة للعصب الشمي في الغشاء المخاطي الشمي الموجود في الجزء العلوي من تجويف الأنف. ويتكون العصب الشمي من مجموعة من الألياف العصبية الحسية التي تمتد من هذا الغشاء حتى البصلة الشمية، وتمر ألياف العصب الشمي من خلال الفتحات المتعددة في صفيحة مصفوية، وهي بنية شبيهة بالغربال موجودة في العظم غربالي.
تتولد حاسة الشم من تحفيز المستقبلات الشمية بجزيئات صغيرة موجودة في الهواء المُستنشق، مع ما لهذه الجزيئات من خواص مكانية وكيميائية وكهربائية متفاوتة، حيث تصل إلى الغشاء المخاطي في التجويف الأنفي أثناء الشهيق. وتقوم المستقبلات بتحويل هذا التحفيز إلى إشارات كهربية عصبية، وتُنتقل هذه الإشارات إلى البصلة الشمية عبر العصب الشمي ومنها إلى الجهاز العصبي المركزي.
العصب الشمي هو أقصر الأعصاب القحفية الإثني عشر، ويشبه العصب البصري في أن كليهما لا يخرجان من جذع الدماغ.

## الأهمية السريرية

### الفحص
تُضعف الأضرار التي تصيب العصب الشمي من حاسة الشم، وللاختبار البسيط لوظيفة فإنه يتم اختبار كل منخر كل حدة برائحة نفاذة، وعندما يشم الشخص الرائحة فغالبا ما يكون العصب الشمي يعمل بشكل سليم. من ناحية أخرى فإن العصب الشمي هو سبب واحد من بين عدة أسباب يمكن أن تفسر سبب فقدان أو ضعف الشم.

### الآفات
يمكن لآفات العصب الشمي أن تحدث لعدة أسابا كصدمات الرأس، والتهاب السحايا، وأورام الفص الجبهي، حيث غالبًا ما تؤدي مثل هذه الإصابات إلى انخفاض القدرة على التذوق والشم. ولا تسبب آفات العصب الشمي في نقص القدرة على الشعور بالألم في الظهارة الشمية، ذلك لأن الألم القادم من ظهارة الأنف لا يُنقل عبر العصب الشمي، وإنما يُنقل عبر العصب الثلاثي التوائم.

### الشيخوخة والشم
يُعتبر ضعف الشم نتيجة طبيعية للشيخوخة، وعادة ما تكون ملحوظة في الرجال أكثر من النساء، وغالبًا لا يدرك المرضى ذلك باستثناء أنهم قد يلاحظون انخفاضا في القدرة على التذوق (حيث أن التذوق يعتمد على حاسة الشم). ويُعتقد أن ضعف حاسة الشم ينجم عن تلفيات متكررة لمستقبلات العصب الشمي بسبب تكرار حدوث عدوى الجهاز التنفسي العلوي. وجدير بالذكر أن المرضى الذين يعانون من مرض آلزهايمر يكون لديهم دائمًا شعور غير طبيعي بالرائحة أثناء اختبارها.

## صور إضافية

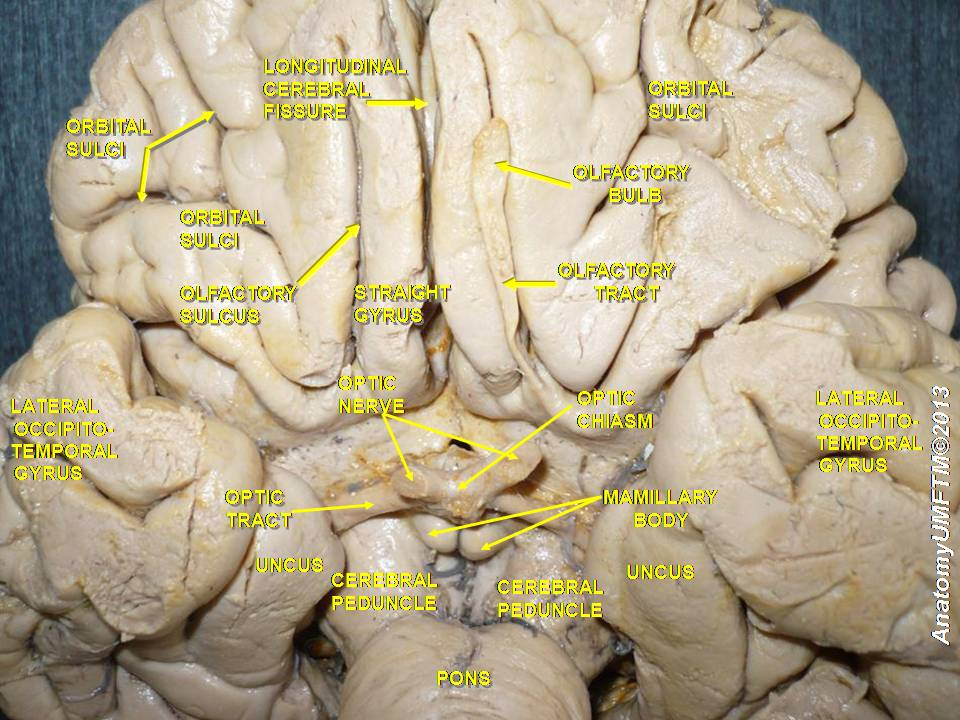
العصب القحفي، صورة سفلية.